# 生活型態列表
生活型態列表主要列出了許多種21世紀生活型態的概要名單。這張列表當中的生活型態主要是以影響廣大人口的生活型態為主，他們造成了許多顯見的社會現象、消費行為、禮儀或是休閒活動等，足以用來分類社會中各種族群。此外, 也列出一些特殊族群, 讓您參考

## 新興族群
- 樂活族
- 慢食運動

## 一般類
- 行動主義
- 禁慾主義
  - 現代原始族
- 回歸大地
- 愛書族
- 健美族
- 波希米亞主義
- 無子女族
- 嬉皮
- 骨皮（偶像崇拜）
- 遊牧生活族
- 樂單族
- 農村生活族
- 單親
- 節制族
- 代理親職族 ：Surrogate parenting
- 御宅族：Otaku

## 根據收入或職業分類
- 噴射機消費者
- 日本白領上班族
- 街民
- 薪水奴
- 工作狂
- 貪財族：Wealth and avarice
- 雅痞
- 白領族
- 藍領族
- 粉領族
- 尼特族
- 购物狂
- 黑社會

## 依消費行為分類
- 酗酒
- 月光族
- 炫耀性消費
- 數位生活族：Digital lifestyle
- 吸毒者
- 尼古丁中毒：Nicotinism
- 直刃族
- 素食者
- 嚴格素食：Vegan
- 自願簡約生活

## 用於行銷上的分類
- 成就者：Achievers
- 富有：Affluent
- 參與者：Belongers (joiners)
- 核心家庭
- 聚雜家庭
- 大家庭
- 早期採用者
- 空巢族
- 頂客族:Dink, Double Income No Kids
- 布波族
- 模仿者：Emulators
- 意見領袖：Opinion leaders
- 過度消費族：Over consumers
- 生存者 (行銷)：Survivors
- 年輕單身族：Young singles

## 軍事上的分類
- 游擊戰士
- 娃娃兵
- 傭兵
- 戰士

## 與性別有關的分類
- 無性戀
- 重婚
- 雙性戀
- 獨居
- 守貞
- 拜物主義
- 自由戀愛
- 酷兒文化
- 異性戀
- 無性交虐待
- 女同性戀
- 婚姻
- 都會美型男
- 一夫一妻
- 戀童癖
- 多重伴侶關係
- 一夫多妻
- 性虐待
- 二次處女：Secondary virginity
- 連續一夫一妻
- 性倒錯

## 依宗教偏好分類
- 不殺生
- 巴哈伊信仰
- 禁食
- 佛教
- 禪宗
- 基督教
- 福音派
- 異端崇拜
- 隱士
- 泰勒瑪
- 傳教士
- 僧尼
- 教士
- 伊斯兰教
- 瑜伽